# Behaim Seamount
Koordinaten: 67° 46′ S, 10° 57′ W
Der Behaim Seamount ist ein Tiefseeberg am östlichen Rand des Weddell-Meers in der Antarktis. Er liegt weit vor der Prinzessin-Martha-Küste des ostantarktischen Königin-Maud-Lands.
Die Benennung der Formation erfolgte auf Vorschlag des Vermessungsingenieurs und Glaziologen Heinrich Hinze vom Alfred-Wegener-Institut. Namensgeber ist der deutsche Kartograf, Astronom und Kosmograph Martin Behaim (1459–1506), dem die erstmalige Anwendung des Astrolabiums für die Schiffsnavigation im Jahr 1480 zugesprochen wird.